# كوان لي
كوان لي (بالصينية: 权磊) هو لاعب كرة قدم صيني في مركز الوسط، ولد في 13 يناير 1985 في داليان في الصين. لعب مع كينغداو جونون ونادي داليان شيده.